# Сикс, Натали
Натали Сикс (фр. Nathalie Six, род. 30 мая 1967) — французская профессиональная велогонщица, выступавшая в шоссейных гонках с 1987 по 2000 годы.

## Карьера
Натали Сикс активно участвовала в шоссейных велогонках на протяжении десяти лет, добившись успехов в критериумах и этапных гонках. Она завоевала более 20 побед в бельгийских критериумах в период с 1988 по 2000 годы. Среди её ключевых достижений — победа в генеральной классификации Essor Mayennais в 1995 году, Хроно Шампенуа и Дуо Норман (с Паскаль Дернонкур) в 1989 году, участие в Женском Тур де Франс, Гранд Букль феминин в 1988 и 1990 годах.
После завершения спортивной карьеры получила образование в области маркетинга и цифровых технологий, работала ассистентом менеджера проектов в компании Octelio Conseil, а затем возглавила отдел цифровых проектов в Atecna.

## Достижения
1987
3-я на Гран-при Франции
1988
Меральбек
3-й этап Тура Бретани
2-я на Вервик
1989
Хроно Шампенуа
Дуо Норман (с Паскаль Дернонкур)
2-я на Хроно Наций
1990
Женский Тур ЕЭС
5-я на 5-м этапе
15-я в генеральной классификации
1991
2-я на Туре Территории Бельфор
1992
2-я на Дуо Норман (с Лоренс Бенс)
1993
3-я на Дуо Норман (с Лоренс Бенс)
1994
3-я на Вервик
1995
Эссор Майеннаис:
генеральная классификация
1-й этап
1996
Le Bizet
1997
Аннюйер
2-я на Le Bizet
1998
Аннюйер
2-я на Linda`s Klimtrofee - Geraardsbergen
2-я на 2-м этапе Trois Jours de Vendée
1999
Борнем
2000
Гелувельд

### Статистика выступления наГранд-турах
| Гонка / Год          | 1988 | 1989 | 1990 | 1991 | 1992 | 1993 | 1994           | 1995           | 1996           | 1997           | 1998           |
| -------------------- | ---- | ---- | ---- | ---- | ---- | ---- | -------------- | -------------- | -------------- | -------------- | -------------- |
| Женский Тур де Франс | 60   | —    | 15   | —    | —    | —    | не проводилась | не проводилась | не проводилась | не проводилась | не проводилась |
| Тур де л'Од феминин  | —    | —    | —    | —    | —    | —    | —              | —              | —              | —              | 63             |